# Gare d'Agaho
La gare d'Agaho (英賀保駅, Agaho-eki) est une gare ferroviaire localisée dans la ville d'Himeji, dans la préfecture de Hyōgo au Japon. La gare est exploitée par la compagnie JR West, sur la ligne Sanyō.

## Situation ferroviaire
Établie à 5 mètres d'altitude, la gare d'Agaho est située au point kilométrique (PK) 59.4 de la ligne Sanyō. La gare est l'unique gare appartenant à la JR West dans le quartier de Shikama à Himeji.

## Histoire
Le 15 avril 1913, la gare est inaugurée par la compagnie Sanyo Railway. En 1987, la gestion de la gare revient à la JR West après le découpage de la société nationale japonaise des chemins de fer. En 2003, la carte ICOCA devient utilisable en gare.
En 2014, la fréquentation journalière de la gare était de 4 286 personnes
| 2010  | 2011  | 2012  | 2013  | 2014  |
| 3 896 | 3 969 | 4 052 | 4 287 | 4 286 |

## Service des voyageurs

### Accueil
La gare dispose de billetterie automatique verte fonctionnelle de 5h30 à 23h de  pour l'achat de titres de transport pour Shinkansen et train express La carte ICOCA est également possible pour l’accès aux portillons d’accès aux quais. La gare met aussi à disposition des consignes automatiques auprès des voyageurs. Un parking est également disponible.

### Desserte
La gare d'Agaho est une gare disposant de deux quais et de trois voies. La desserte est effectuée par des trains, rapides ou locaux. La voie 2 est réservée pour les trains ne prenant pas de passagers dits "haut-le-pied".
| N° de voie | Ligne                                    | Direction                                |
| ---------- | ---------------------------------------- | ---------------------------------------- |
| 1          | A Sanyō                                  | Banshū-Akō - Okayama                     |
| 2          | Quai utilisé par les trains haut-le-pied | Quai utilisé par les trains haut-le-pied |
| 3          | A Sanyō                                  | Himeji - Osaka                           |

Installations et desserte
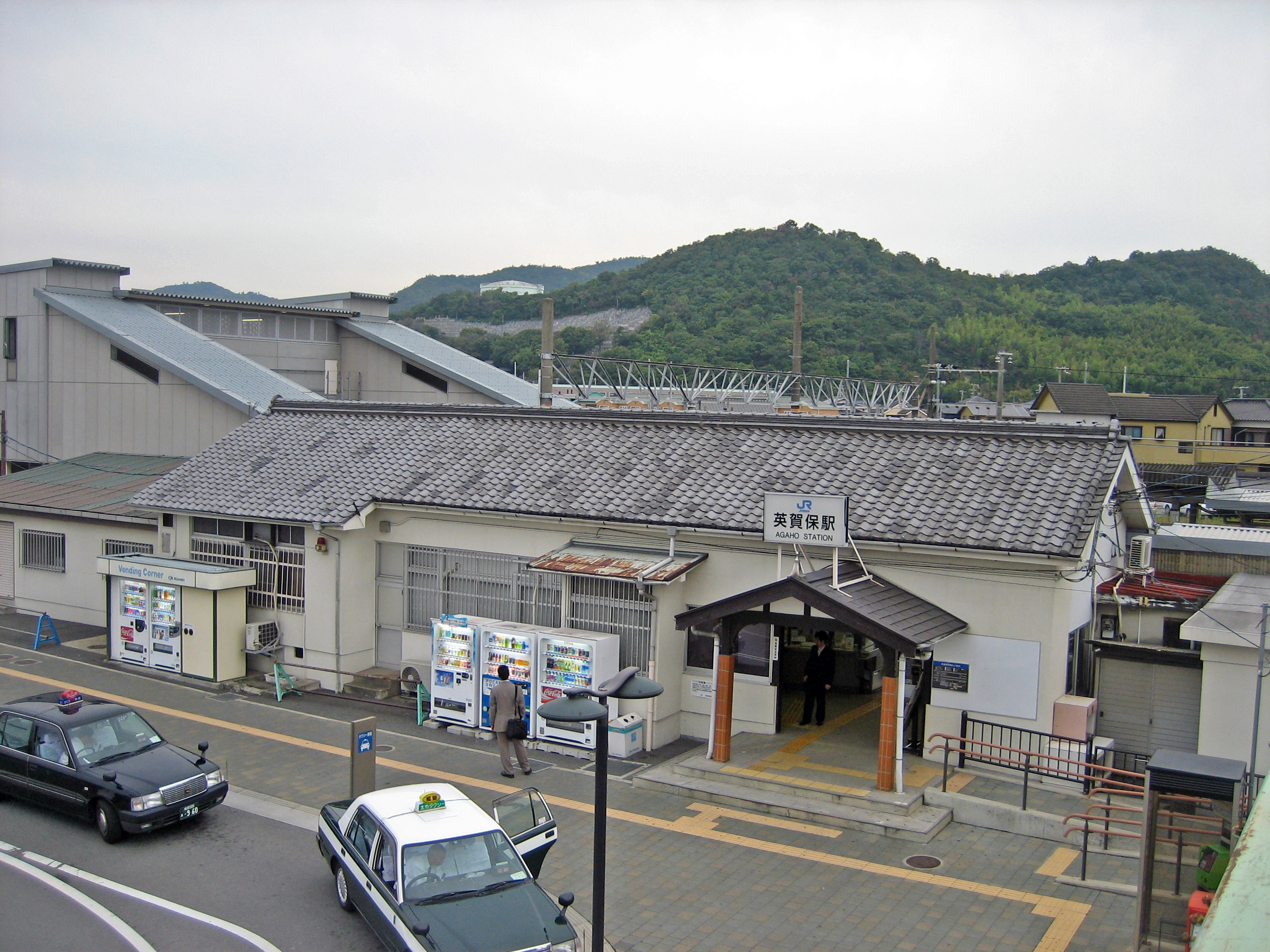
Local d’accès.
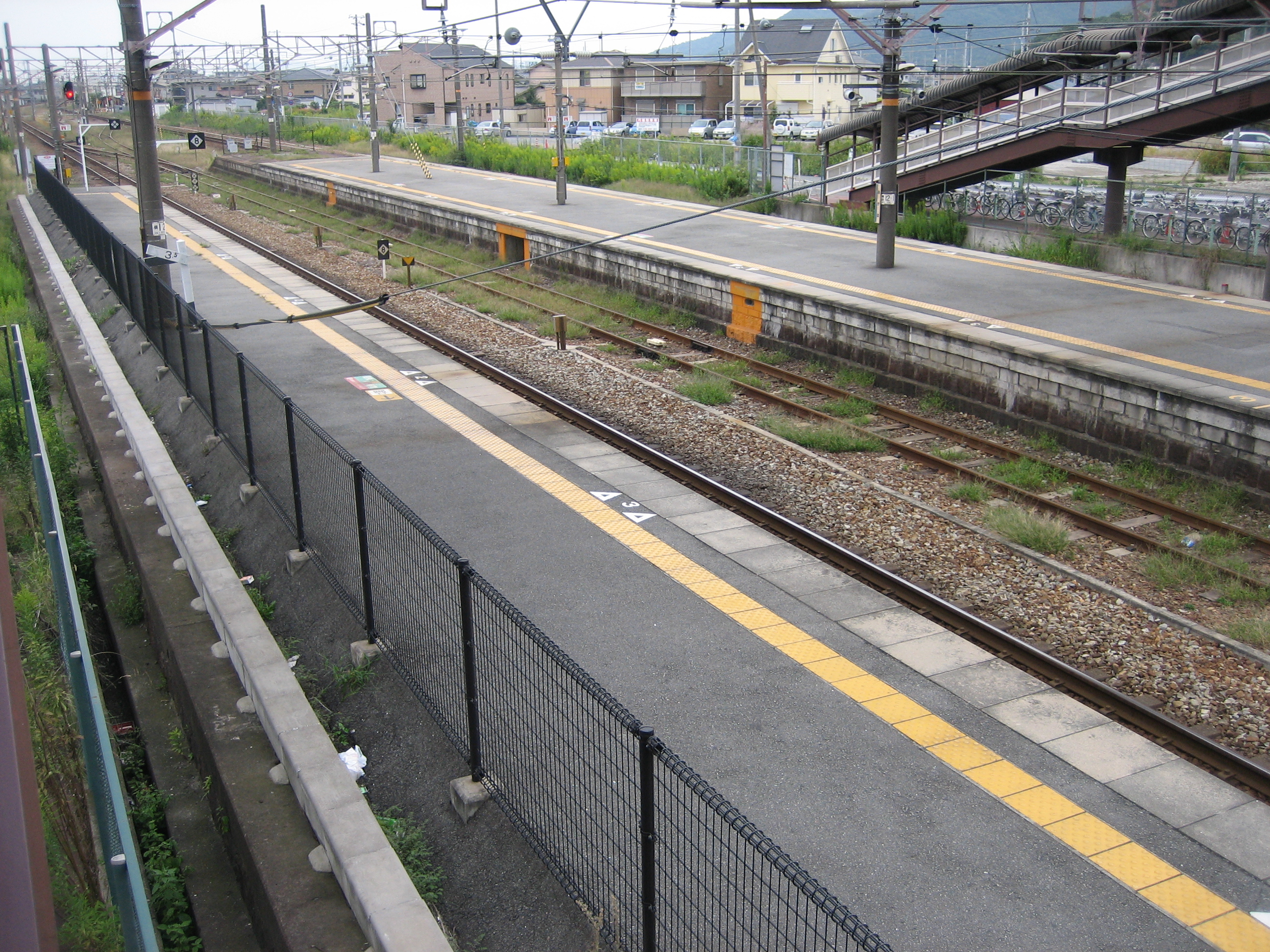
Quais et dessertes.
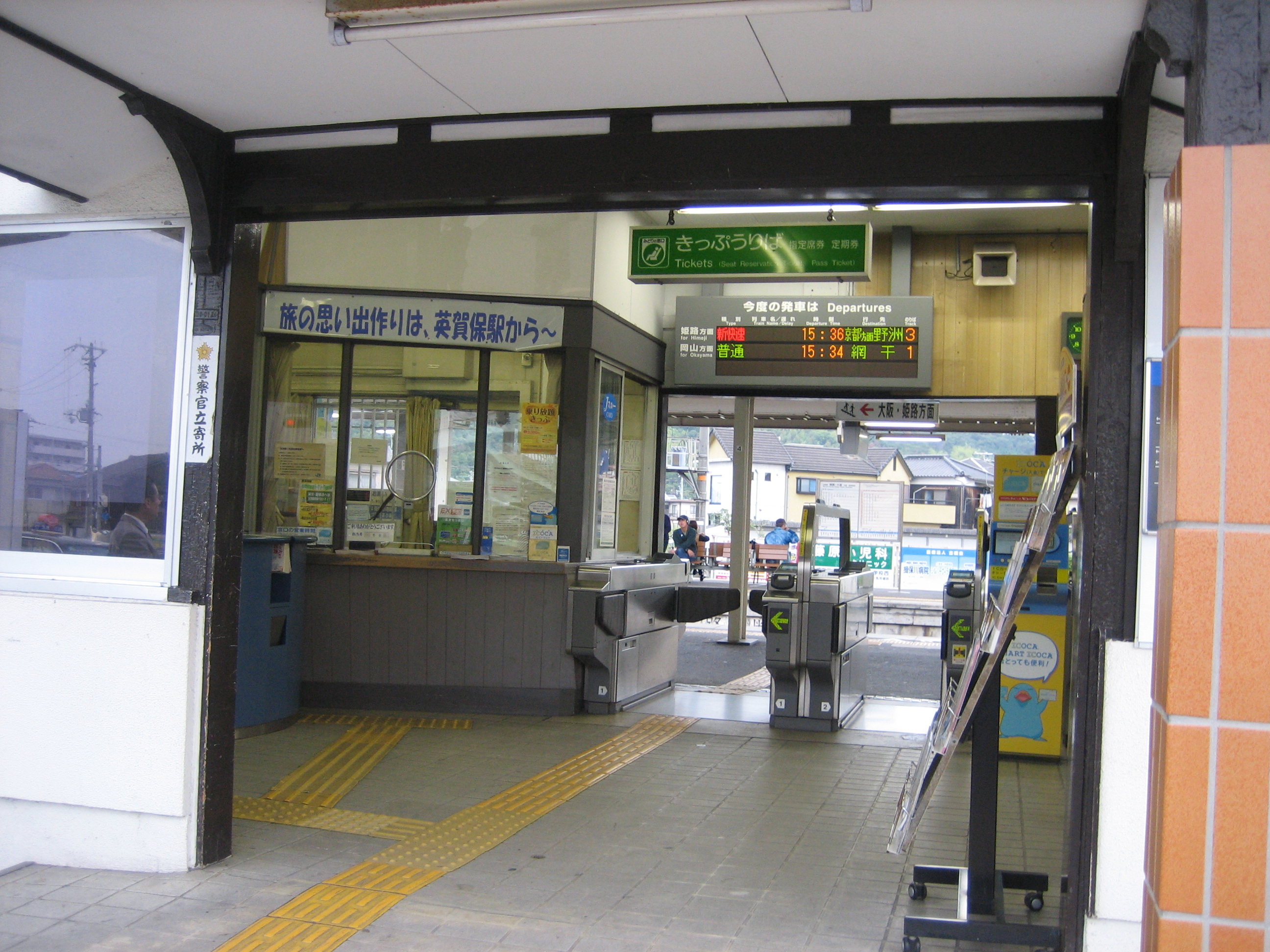
Portillon d’accès aux quais.

### Intermodalité
Un arrêt de bus du réseau Shinki Bus est  également disponible près de la gare.
La gare permet d'accéder à plusieurs lieux remarquables, notamment le Sanctuaire shinto Aga-jinja